# 은진 송씨
은진 송씨(恩津宋氏)는 충청남도 논산시 은진면을 본관으로 하는 한국의 성씨이다.

## 역사
은진 송씨(恩津 宋氏)의 시조 송대원(宋大原)이 고려 때 판원사(判院事)를 지내고 나라에 공을 세워 은진군(恩津君)에 봉해졌다고 한다.
송대원의 증손자인 송명의(宋明誼)가 1362년(공민왕 11) 문과에 급제하고 사헌부 집단(司憲府執端)에 이르렀으나 고려가 망하자 불사이군(不事二君)의 충절로 낙향하여 처가인 회덕 황씨촌에 자리잡았다.
송명의(宋明誼)의 아들 송극기(宋克己)가 류준(柳濬)의 딸 고흥 류씨(高興柳氏)와 결혼하여 아들 송유(宋愉, 1388년 ~ 1446년)를 두었다. 송유는 12세에 부사정(副司正)이 되었는데, 13세에 관직을 버리고 고향 회덕으로 돌아와 학문에 정진하였다.
은진 송씨는 조선시대 문과 급제자 79명, 상신 2명, 대제학 1명을 배출하였는데, 특히 목사공파(牧使公派)와 정랑공파(正郞公派)에서 많은 인물이 나왔다. 목사공파의 대표적 인물로는 송준길(宋俊吉)과 송규렴(宋奎濂)·송상기(宋相琦) 부자 등이 있으며, 정랑공파의 대표적 인물로는 노론의 영수 송시열(宋時烈)을 비롯하여 송인수(麟壽)·송기수(騏壽)·송덕상(德相)·송환기(煥箕)·송치규(穉圭)·송근수(近洙) 등이 있다.

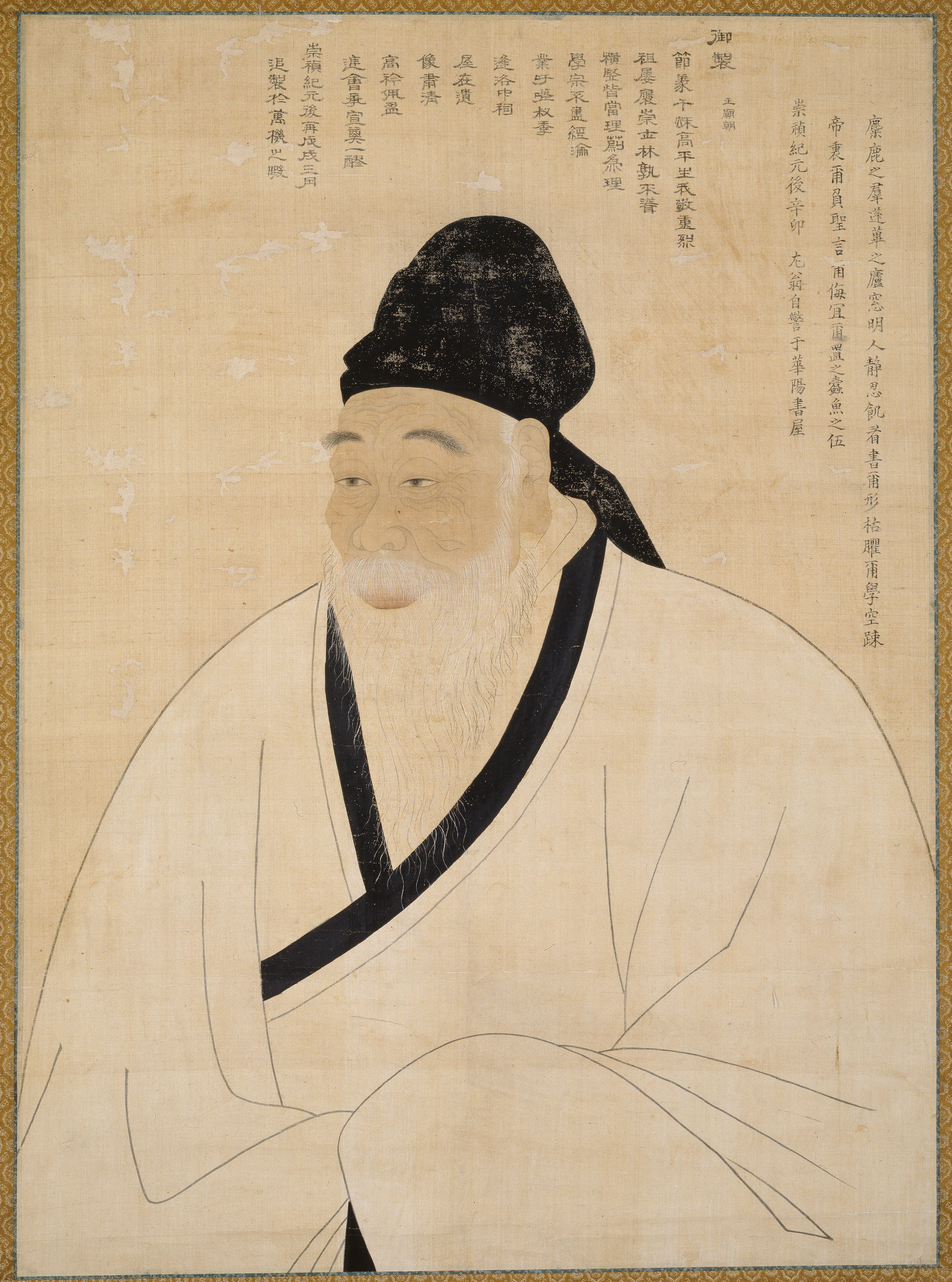
송시열

송준길은 영의정이 추증되고 문묘에 종사되었고, 송시열은 좌의정을 지내고 문묘와 종묘에 종사되었다.

## 본관
은진(恩津)은 충청남도 논산시 은진면 일대의 지명이다. 백제의 가지내현(加知柰縣)이었는데, 757년(신라 경덕왕 16년) 시진(市津)으로 고치고 덕근군(德近郡)의 영현이 되었다가, 1018년(고려 현종 9년)에 공주(公州)의 임내(任內)가 되었다. 1397년(조선 태조 6년)에 덕은 감무(德恩監務)를 두었고, 1419년(세종 1)에 은진현(恩津縣)으로 개명되었다. 세종실록지리지에 충청도 공주목 은진현 시진(市津)의 성으로 송(宋)씨가 기록되어 있다.
1896년 충청남도 은진군이 되었으나, 1914년 논산군으로 병합되어 현재의 논산시 은진면으로 남아 있다.

## 분파
- 6세 송유(宋愉)
  - 7세 송계사(宋繼祀)
    - 8세 송요년(宋遙年) - 목사공파(牧使公派)
    - 8세 송순년(宋順年) - 정랑공파(正郞公派)

  - 7세 송계중(宋繼中) - 사직공파(司直公派)

송유(宋愉)의 아들·손자인 7·8세에서 크게 3파로 나뉘고, 14세에서 40여 파로 갈라졌다.
연안공파(延安公派) - 송규연, 감무공파(監役公派) - 송규락, 월강문희공파(霽月堂文僖公派) - 송규렴, 호군공파(護軍公派) - 송규태, 고창군파(高敞公派) - 송규림, 안소당공파(安素堂公派) - 송규형, 삼가공파(三嘉公派) - 송규정, 장사랑공파(將仕郞公派) - 송지하, 송월재공파(松月齋公派) - 송규징, 취옹당공파(醉翁堂公派) - 송규정, 충순위공파(忠順衛公派) - 송정렴, 진사공파(進士公派) - 송규립, 정선공파(旌善公派) - 송시철, 송창공파(松窓公派) - 송시정, 승사랑공파(承仕郞公派) - 송시옥, 사우당효정공파(四友堂孝貞公派) - 송규광, 첨사공파(僉使公派) - 송시상, 청풍공파(淸風公派) - 송광재, 자산공파(慈山公派) - 송규문, 쌍계당공파(雙谿堂公派) - 송광주, 동춘당문정공파(同春堂文正公派) - 송광식, 판관공파(判官公派) - 송시승, 추파공파(秋坡公派) - 송응형, 난고공파(蘭皐公派) 송흥조, 송석경(범), 졸암공파(拙庵公派), 송지혼, 송인식, 송기상, 송경조, 송취규,판서공파(判書公派) 송광필. 송 영, 판서공파승계(判書公派承繼)송상렴, 송인화, 송희대, 송규복, 송세현, 송광한, 추파공파(秋坡公派) - 송석몽, 야은충현공파(野隱忠顯公派) - 송시영, 빙호공파(氷壺公派) - 송시염, 부훤당공파(負暄堂公派) - 송시염, 진산공파(珍山公派) - 송시묵, 우암문정공파(尤庵文正公派) - 송시열, 장성공파(長城公派) - 송시수, 무주공파(茂朱公派) - 송시걸, 모은공파(牟隱公派) - 송시복, 우봉공파(牛峰公派) -송시엽, 규암문충공파(圭庵文忠公派) - 송시혁, 삼기당공파(三杞堂公派) -  송용수, 동파공파(東波公派) - 송이흥, 잠부공파(潛夫公派) - 송시일, 판결공파 - 송인국, 후암공파(後庵公派) - 송정신, 주부공파(主簿公派) 송담조, 장사랑공파(將仕郞公派) - 송시하, 영천공파(榮川公派) - 송하정, 참판공파(參判公派)

## 인물
- 송여해(宋汝諧, 1452년 ~ 1510년): 송유(宋愉)의 증손자. 1494년 별시문과에 을과로 급제하고, 예조참의가 되었으나 연산군의 미움을 사서 옥천에 유배되었다. 1506년 중종반정으로 다시 등용되어 안동부사를 지냈다. 시호는 충숙(忠肅)이다.
- 송세충(宋世忠, 1468년 ~ 1527년): 송여해의 아들. 1513년(중종 8) 식년문과에 병과로 급제하고, 사헌부장령(司憲府掌令)과 가평군수 등을 지냈다.
- 송인수(宋麟壽, 1499년 ~ 1547년): 송여해의 손자. 1521년(중종 16) 별시문과에 갑과로 급제하고, 인종이 즉위하자 대사헌이 되어 윤원형을 탄핵하였다가 1545년 을사사화가 일어나자 탄핵을 받고 사사(賜死)되었다.
- 송기수(宋麒壽, 1507년 ~ 1581년): 송세충의 아들. 1534년(중종 29) 식년문과에 병과로 급제하고, 명종조에 예조·이조·형조의 판서와 좌참찬을 역임하였다.
- 송석경(宋錫慶, 1560년 ~ 1637년): 송기수(宋麒壽)의 증손자, 1597년(선조 30) 별시문과에 병과로 급제하고, 예조참판·대사헌을 거쳐 개성부유수에 이르렀다.
- 송준길(宋浚吉, 1606년 ~ 1672년): 효종 즉위 후 천거되어 1659년 병조판서가 된 뒤 좌참찬 등을 지냈다. 영의정이 추증되었으며, 1756년(영조 32) 문묘에 종사되었다.
- 송시열(宋時烈, 1607년 ~ 1689년): 조선 최고의 주자학자로 성리학에 정통했으며, 1756년(영조 32) 문묘와 종묘에 종사된 거유(巨儒)다. 성인(聖人)으로 추숭되어 송자(宋子) ·  송부자(宋夫子)로 격상되고 국가의 스승으로 추대되었다.
- 송규렴(宋奎濂, 1630년 ~ 1709년): 1654년(효종 5) 식년문과에 을과로 급제하고, 1694년 갑술환국 후 대사간·대사헌·우참찬·동지중추부사·예조참판 등을 지냈다. 학문이 뛰어나 송시열·송준길과 함께 3송(宋)으로 일컬어졌다.
- 송덕상(宋德相, ? ~ 1783년): 1776년 동부승지·이조참의·예조참의·한성부좌윤·좨주(祭酒) 등을 거쳐 1779년(정조 3) 이조판서에 임명되었으나 홍국영이 실각하자 노론벽파(老論辟派)로 몰려 죽었다.
- 송영(宋 鍈, 1733년 ~ 1812년): 송석경(범)(宋錫慶(範))의 7대손, 1753년(영조 29) 정시문과에 병과로 급제하고, 1775년 대사간, 형조판서(정헌대부)로 대호군 졸 국왕견신 하였다.
- 송상렴(宋祥濂), 1760년 - 1821년 : 송영(宋 鍈)의 아들, 178년(정조4경자) 시년시 강과 제술에 1등으로 합격하고,  진사1등으로 1784년(정조8 갑진)수석합격하고,  대사간을거처,  1820(순조20 경진) 중앙관 승정원도승지에제수, 1821년 가의대부로  좌침찬에 제수 육조(六曹조)에서 우대하고 , 국왕견신 하였다.
- 송근수(宋近洙, 1818년 ~ 1903년): 1848년(헌종 14) 증광문과에 병과로 급제하고, 고종조에 좌의정에 이르렀다. 시호는 문헌(文獻)이다.

## 조선 왕실과의 인척 관계
- 상원군부인 은진 송씨(부군 상원군 이공은 숙종의 삼종손자이자 양손자이며 이인좌의 난에 연루되어 유배형에 처해졌고 끝내 사사되었다.)

## 집성촌
- 충청남도 논산시
- 대전광역시 동구
- 대전광역시 대덕구
- 전라남도 진도군 조도면 관사도리
- 전라남도 여수시 화양면 이천리
- 경기도 여주시 대신면 하림리
- 경상남도 남해군 이동면 난음리
- 경상남도 남해군 남면 덕월리
- 경상남도 거제시 장목면 유호리
- 경상남도 합천군 대병면 유전리
- 평안남도 룡강군 다미면 소안리
- 경상북도 김천시 감문면 고도리
- 경기도 양평군 지평면
- 경기도 화성시 우정읍 호곡리

## 항렬자
- 대동항렬

| 19세          | 20세              | 21세          | 22세              | 23세          | 24세              | 25세          | 26세              | 27세          | 28세              | 29세          | 30세              | 31세   | 32세     | 33세   |
| ------------- | ----------------- | ------------- | ----------------- | ------------- | ----------------- | ------------- | ----------------- | ------------- | ----------------- | ------------- | ----------------- | ------ | -------- | ------ |
| 일(一) 환(煥) | 口인(仁) 口규(圭) | 노(老) 흠(欽) | 口용(用) 口수(洙) | 석(錫) 병(秉) | 口영(永) 口헌(憲) | 인(寅) 재(在) | 口기(基) 口호(鎬) | 치(致) 영(永) | 口선(善) 口근(根) | 영(榮) 성(性) | 口중(重) 口균(均) | 현(鉉) | 口태(泰) | 낙(樂) |

## 인구
- 1985년 44,939가구 187,303명
- 2000년 64,590가구 208,816명
- 2015년 226,050명

## 같이 보기
- 여산 송씨
- 신평 송씨
- 홍주 송씨
- 회덕 송씨